# 納烏里省
納烏里省（法語：Nahouri）是布基納法索中南大區南部的一個省，面積3,862平方公里。2006年人口155,463人。首府波村。
本區下轄五縣。